# HD36153
HD36153 — хімічно пекулярна зоря спектрального класу A3, що має видиму зоряну величину в смузі V приблизно  7,8.
Вона  розташована на відстані близько 255,2 світлових років від Сонця.